# Andrea Noè
Andrea Noè (né le 15 janvier 1969 à Magenta, dans la province de Milan en Lombardie) est un coureur cycliste italien, professionnel de 1993 à 2011.

## Biographie
Andrea Noè passe professionnel en 1993. Ses bonnes capacités en montagne lui ont permis de terminer quatrième en 2000, sixième en 2001 et à nouveau quatrième en 2003 du Tour d'Italie. Il a par ailleurs terminé quatrième de la Flèche wallonne en 2002, deuxième du Tour de Pologne en 2003 et cinquième de la Classique de Saint-Sébastien en 2003.
Il a remporté une étape du Tour d'Italie en 1998, porté le maillot rose une journée lors de cette édition et deux jours en 2007. Coéquipier de Tony Rominger et Danilo Di Luca lors de leur victoire sur le Giro en 1995 et 2007, il a détenu le record du plus vieux porteur d'un maillot de leader de grand tour obtenu à l'occasion du Giro 2007,, record battu par Christopher Horner sur le Tour d’Espagne 2013. 
Vexé de ne pas avoir pu disputer un dernier Tour d'Italie à 40 ans qui lui aurait permis de vivre une seizième édition (le record étant détenu par Wladimiro Panizza avec 18 participations), il s'engage avec l'équipe Ceramica Flaminia en 2010.
En 2011, il porte le maillot de l'équipe Farnese Vini-Neri Sottoli avec lequel il dispute son seizième Tour d'Italie à l'âge de 42 ans. Pour sa dernière course en tant que cycliste professionnel, il abandonne dès les premiers kilomètres de la quatorzième étape à cause d'un virus.

## Palmarès

### Palmarès amateur
- 1991
  - 2e du Tour de la Vallée d'Aoste
- 1992
  - Bologna-Passo della Raticosa
  - 3e du Giro d'Oro
  - 3e du Baby Giro
  - 3e de Milan-Tortone

### Palmarès professionnel
| - 1996 - 3e du Tour de Pologne - 9e du Tour de Romandie - 1997 - 7e de la Flèche wallonne - 10e de Milan-San Remo - 1998 - 11e étape du Tour d'Italie - 1999 - 2e de Milan-Turin - 6e du Tour de Romandie - 2000 - 4e étape du Tour de Romandie - 4e du Tour de Romandie - 4e du Tour d'Italie - 2001 - 6e du Tour d'Italie | - 2002 - 4e de la Flèche wallonne - 6e du Tour de Romandie - 9e du Tour du Pays basque - 2003 - 2e du Tour de Pologne - 4e du Tour d'Italie - 5e de la Classique de Saint-Sébastien - 10e de Tirreno-Adriatico - 2007 - 1re étape du Tour d'Italie (contre-la-montre par équipes) - 3e du Tour de Slovénie - 2008 - 8e du Tour d'Allemagne |  |

## Résultats sur les grands tours

### Tour de France
2 participations
- 2003 : 74e
- 2004 : 99e

### Tour d'Italie
16 participations
- 1994 : abandon (9e étape)
- 1995 : 36e
- 1996 : 37e
- 1997 : 11e
- 1998 : 15e, vainqueur de la 11e étape,  maillot rose pendant 1 jour
- 1999 : 28e
- 2000 : 4e
- 2001 : 6e
- 2002 : 20e
- 2003 : 4e
- 2004 : 17e
- 2005 : 45e
- 2006 : 38e
- 2007 : 35e, vainqueur de la 1re étape (contre-la-montre par équipes),  maillot rose pendant 2 jours
- 2008 : 39e
- 2011 : abandon (14e étape)

### Tour d'Espagne
5 participations
- 1993 : 68e
- 1997 : 52e
- 1999 : 41e
- 2001 : non-partant (9e étape)
- 2002 : abandon (8e étape)

## Classements mondiaux
| Année              | 2008 | 2009 | 2010 | 2011 |
| ------------------ | ---- | ---- | ---- | ---- |
| Classement ProTour | 81e  |      |      |      |
| UCI Europe Tour    |      |      | 363e | 977e |